# Mets Masrik
Mets Masrik (armeniska: Մեծ Մասրիկ; "Stora Masrik") är en ort i Armenien. Den ligger i provinsen Gegharkunik, i den östra delen av landet, 110 kilometer öster om huvudstaden Jerevan. Mets Masrik ligger 1 944 meter över havet och antalet invånare är 2 570. Byn Pokr Masrik ("Lilla Masrik") ligger i närheten.
Terrängen runt Mets Masrik är kuperad österut, men västerut är den platt. Närmaste större samhälle är Vardenis, 5,0 kilometer sydväst om Mets Masrik.
Trakten runt Mets Masrik består i huvudsak av gräsmarker. Runt Mets Masrik är det ganska tätbefolkat, med 72 invånare per kvadratkilometer.